# جوزفين هاتشينسون
جوزفين هاتشينسون (بالإنجليزية: Josephine Hutchinson)‏ هي ممثلة أمريكية، ولدت في 12 أكتوبر 1903 بسياتل في الولايات المتحدة، وتوفيت في 4 يونيو 1998 بمانهاتن في الولايات المتحدة.

## أعمال

### أفلام
- (1936) قصة لويس باستور
- (1939) ابن فرانكنشتاين
- (1959) شمالا إلى الشمال الغربي

## وصلات خارجية
- جوزفين هاتشينسون على موقع IMDb (الإنجليزية)
- جوزفين هاتشينسون على موقع ألو سيني (الفرنسية)
- جوزفين هاتشينسون على موقع أول موفي (الإنجليزية)
- جوزفين هاتشينسون على موقع قاعدة بيانات برودواي على الإنترنت (الإنجليزية)
- جوزفين هاتشينسون على موقع قاعدة بيانات الأفلام السويدية (السويدية)
- جوزفين هاتشينسون على موقع إن إن دي بي (الإنجليزية)
- جوزفين هاتشينسون على موقع ديسكوغز (الإنجليزية)
- جوزفين هاتشينسون على موقع قاعدة بيانات الفيلم (الإنجليزية)
- جوزفين هاتشينسون على موقع كينوبويسك (الروسية)